# Cunedda abbreviata
Cunedda abbreviata är en insektsart som beskrevs av Jacobi 1944. Cunedda abbreviata ingår i släktet Cunedda och familjen dvärgstritar. Inga underarter finns listade i Catalogue of Life.